# Lingua o'odham
L'o'odham (pronuncia ˈʔɔʔɔðɦam) o papago-pima è una lingua uto-azteca parlata nell'Arizona meridionale e nel Sonora settentrionale, in Messico, dove i Tohono O'odham (precedentemente chiamati Papago) e Akimel O'odham (tradizionalmente chiamati Pima) risiedono. Nel 2000 si stimava che circa 9.750 persone la parlassero negli Stati Uniti e nel Messico, anche se potrebbero essere di più a causa della sottostima.
È la decima lingua indigena maggiormente parlata negli Stati Uniti e la terza lingua indigena più parlata in Arizona dopo l'apache occidentale e il navajo. È anche la terza lingua più parlata nella contea di Pinal, Arizona e la quarta lingua più parlata nella contea di Pima, Arizona.
Circa l'8% dei parlanti dell'o'odham negli Stati Uniti parlava l'inglese "non bene" o "non del tutto", secondo i risultati del censimento del 2000. Circa il 13% dei parlanti dell'o'odham negli Stati Uniti aveva tra i 5 e i 17 anni, e tra i più giovani parlanti dell'o'odham, circa il 4% è stato riferito che parlava inglese "non bene" o "non del tutto".
I nomi nativi della lingua, a seconda del dialetto e dell'ortografia, sono O'odham ha-ñe'okĭ, O'ottham ha-neoki e O'odham ñiok.